# Steinkiste von Langwitz

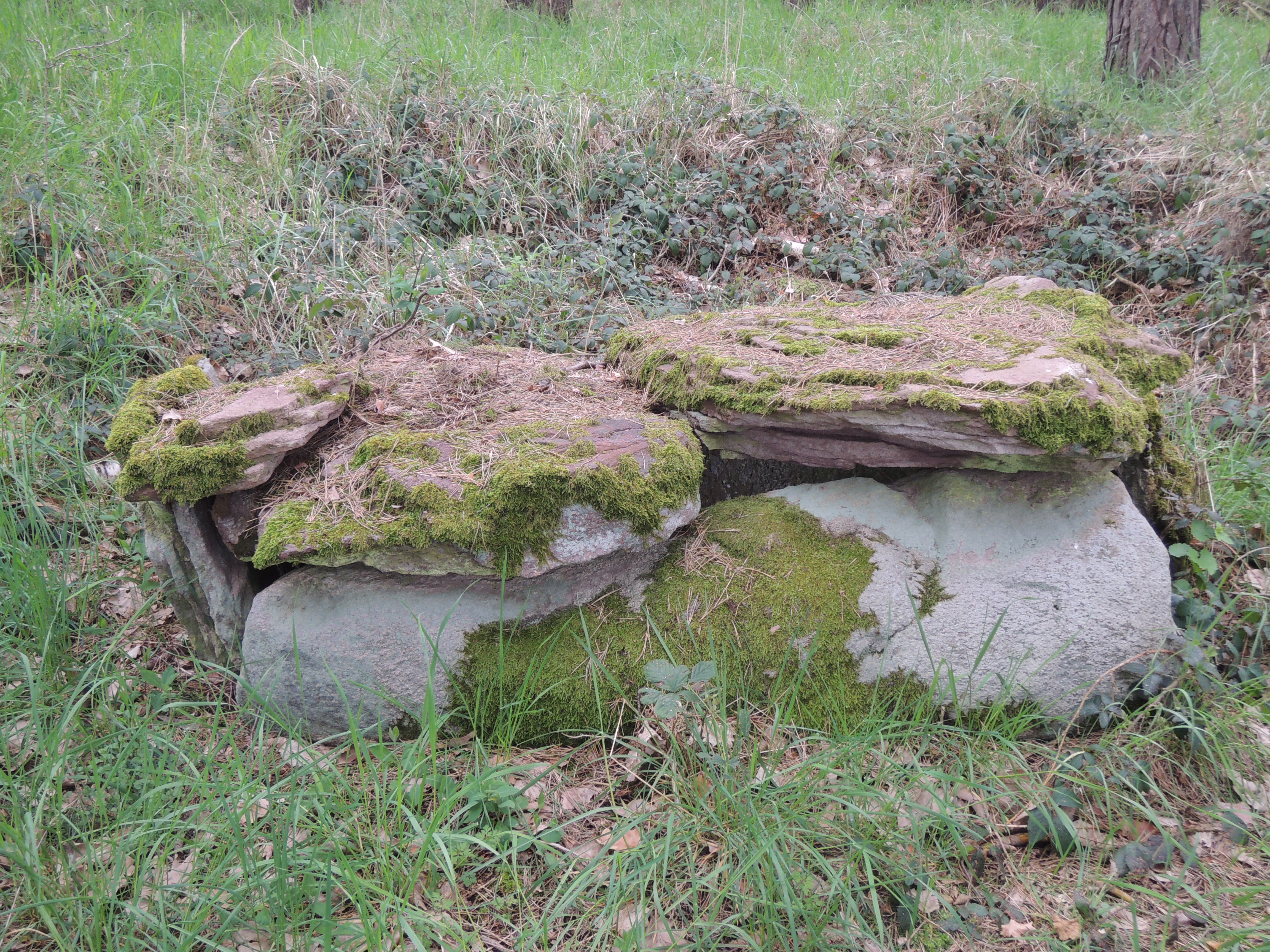
Steinkiste von Langwitz

Die 1958 untersuchte und restaurierte Steinkiste von Langwitz liegt nördlich von Langwitz an der Grenze zu Basedow im Landkreis Mecklenburgische Seenplatte in Mecklenburg-Vorpommern.
Die große Steinkiste ohne Sprockhoff-Nr. markiert den Übergang von den Kollektivgräbern zu Einzelbestattung in der Spätphase der mitteleuropäischen Megalithanlagen. Die Steinkiste ist komplett erhalten. Sie besteht aus Sandsteinplatten. Sie wird von zwei Deckplatten bedeckt, während die vier Längsseiten nur aus je einer Steinplatte bestehen. Von einer Seite ist ein Blick in das Großsteingrab möglich.

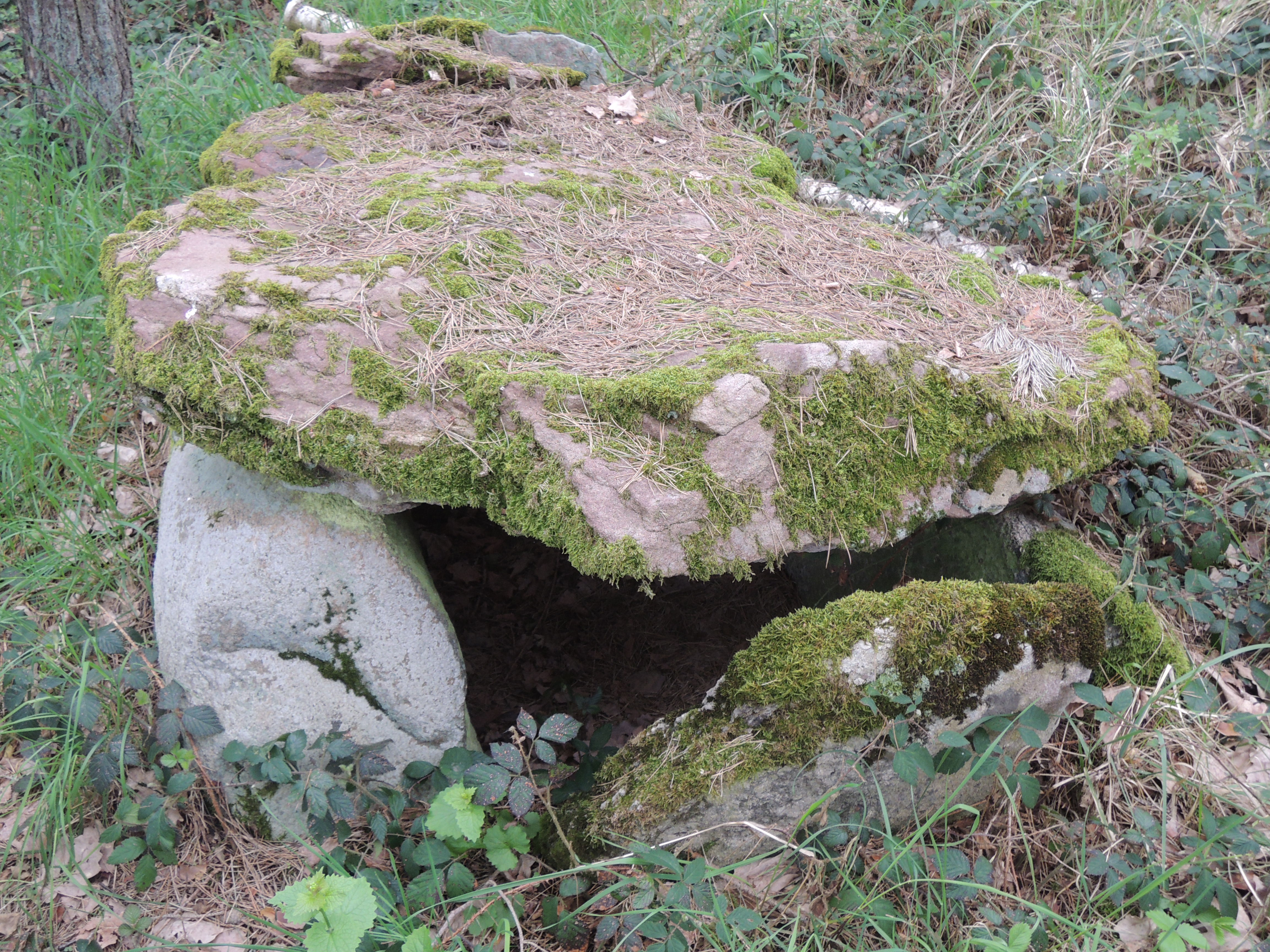
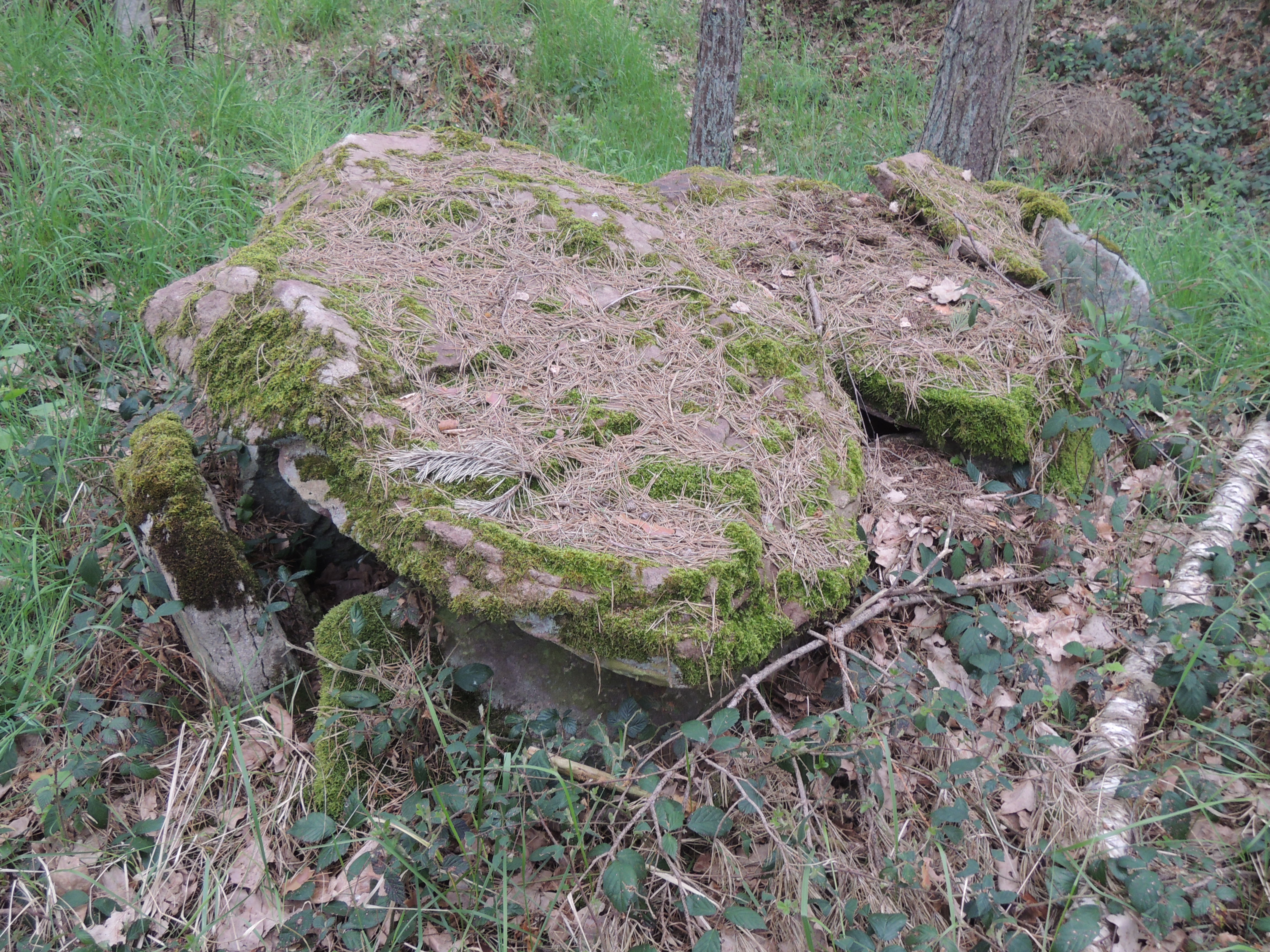
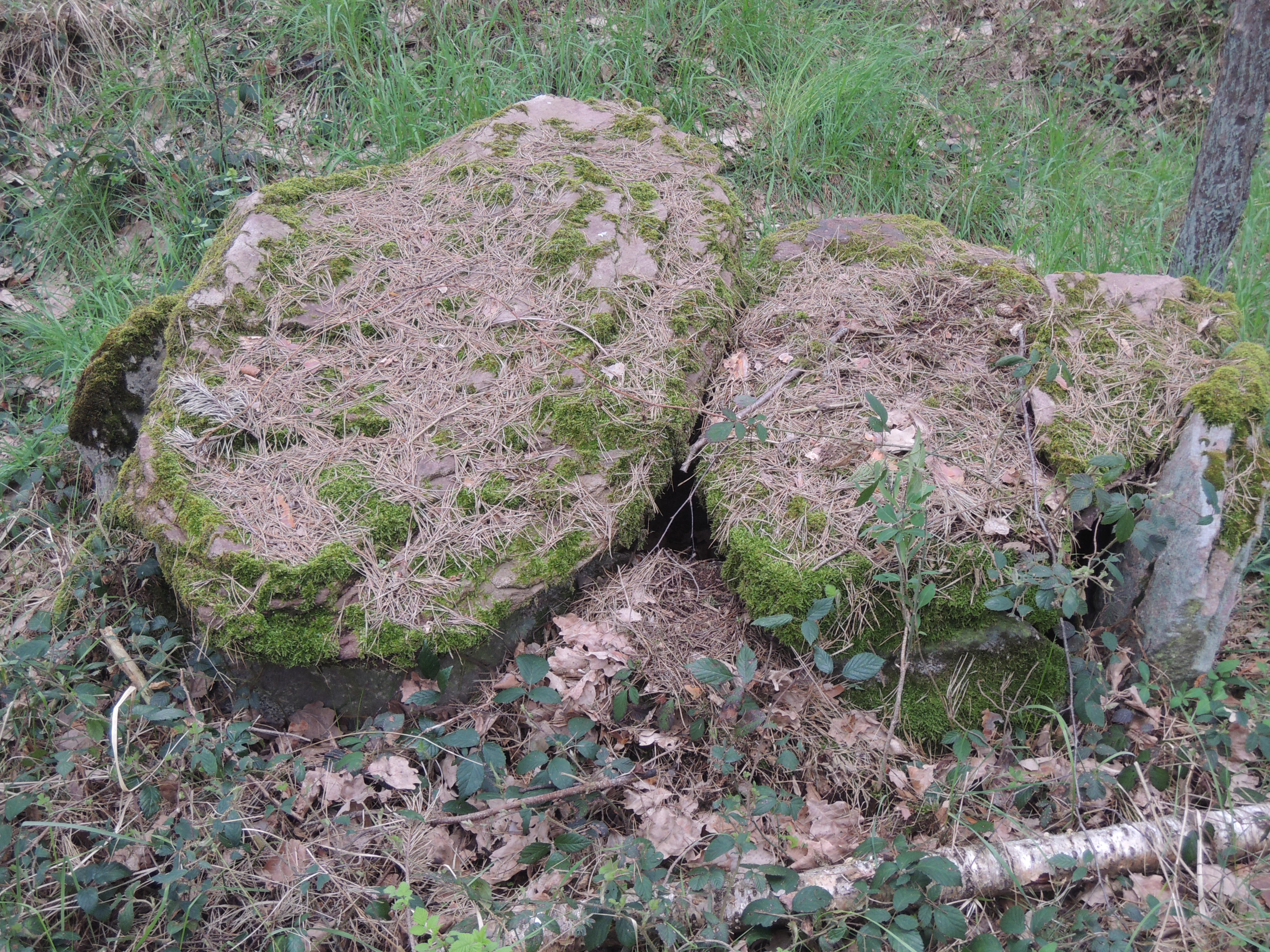
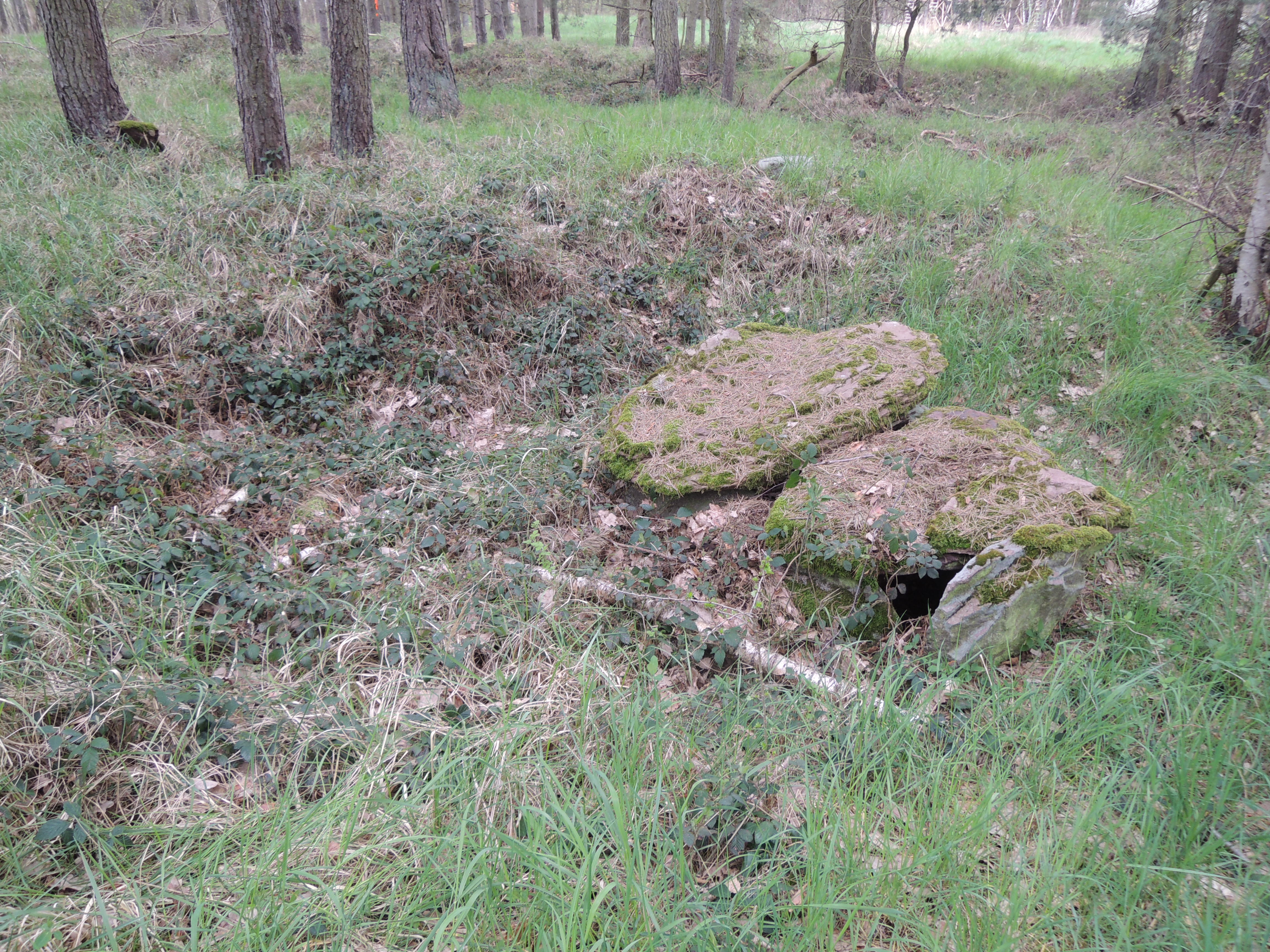